# Edmond Abazi
Edmond Abazi (ur. 29 stycznia 1968 w Tiranie) – albański piłkarz występujący na pozycji obrońcy. 

## Kariera klubowa
Abazi karierę rozpoczynał w 1985 roku w Dinamie Tirana. Dwa razy zdobył z nią mistrzostwo Albanii (1986, 1990), a także dwa razy Puchar Albanii (1989, 1990). W 1990 roku przeszedł do jugosłowiańskiego Hajduka Split. W sezonie 1990/1991 wywalczył z nim Puchar Jugosławii. Od 1992 roku wraz z Hajdukiem startował w rozgrywkach pierwszej ligi chorwackiej. W sezonie 1992 zdobył z zespołem mistrzostwo Chorwacji, a w sezonie 1992/1993 - Puchar Chorwacji.
W 1993 roku Abazi został graczem portugalskiej Benfiki, grającej w pierwszej lidze. Na sezon 1993/1994 został jednak wypożyczony do chorwackiego HNK Šibenik. Następnie przeszedł do także pierwszoligowej Boavisty. Po sezonie 1994/1995 odszedł stamtąd do drugoligowej Académiki Coimbra. Na początku 1996 roku został z kolei zawodnikiem angielskiego Manchester City z Premier League. W jego barwach nie rozegrał jednak żadnego spotkania i w połowie 1996 roku wrócił do Académiki. W sezonie 1996/1997 wywalczył z nią awans do pierwszej ligi. W 1999 roku odszedł do amatorskiego CF Os Marialvas, gdzie w 2000 roku zakończył karierę.

## Kariera reprezentacyjna
W reprezentacji Albanii Abazi zadebiutował 30 października 1985 w zremisowanym 1:1 meczu eliminacji Mistrzostw Świata 1986 z Grecją. 26 maja 1991 w wygranym 1:0 pojedynku eliminacji Mistrzostw Europy 1992 z Islandią strzelił pierwszego gola w kadrze.
W latach 1985–1997 w drużynie narodowej rozegrał 19 spotkań i zdobył 2 bramki.